# L'Essor
L'Essor este cotidianul național de stat publicat în Bamako, Mali. Motto-ul său este „La Voix du Peuple” („Vocea poporului”).

## Istorie
L'Essor a fost publicat pentru prima dată în 1949, iar din 1953 a fost publicația oficială a Union Soudanaise-Rassemblement Démocratique Africain, principalul partid politic anti-colonial al ceea ce pe atunci se numea Sudanul Francez. Înainte de independență, Bamako era sediul unui număr mare de astfel de publicații, produse de majoritatea facțiunilor politice. În anii '60, majoritatea au fost scoase în afara legii, desființate sau pur și simplu au eșuat financiar. În urma loviturii militare din 1968, L'Essor a devenit organul CMLN, junta conducătoare a statului Mali. În 1979, ca parte a trecerii către guvernarea civilă, ziarul a fost transferat partidului politic unitar al foștilor conducători militari, UDPM. În această perioadă, în mare parte datorită unei distribuții mai bune și a unei alfabetizări mai mari, tirajul a crescut de la 12.000 de exemplare zilnic (la începutul anilor 1970) la peste 40.000 (la sfârșitul anilor 1980). Chiar și după căderea guvernului socialist în 1968, ziarul a continuat să prezinte articole ale agențiilor sovietice și chineze, oferindu-i o înclinație anti-occidentală. Cele mai multe articole interne anterioare anului 1991 s-au concentrat pe evenimente locale și pe decrete și discursuri guvernamentale. După revenirea la democrație în 1991, L’Essor a fost din nou transferat, de data aceasta unei edituri noi, deținută de guvern, Agenția Maliană pentru Presă și Publicitate. În timp ce sunt administrate de Ministerul comunicațiilor și tehnologiei informației din Mali, AMP și L'Essor păstrează un grad ridicat de independență față de guvern.

## Activitate
L'Essor este unul dintre cele 15 cotidiene în limba franceză publicate Mali. Majoritatea sunt tipărite în Bamako, iar L’Essor este singurul care este livrat la nivel național. Tirajul său este disputat doar de cele două mari ziare private private de limbă franceză, Les Echos și Nouvel Horizon. AMAP are propriile sale facilități de tipărire, care imprimă și publicații guvernamentale, inclusiv „Journal Officiel” care publică toate declarațiile, dezbaterile, legile și regulamentele oficiale ale guvernului. L'Essor are un săptămânal, L'Essor Hébdo, care se concentrează pe probleme sociale. Editorialele din L’Essor provin de la redacție și conducere, nu de la guvern, și organizațiile de presă au apreciat că acesta este în mare măsură lipsit de ingerințe guvernamentale, o acuzație adusă radiodifuzorului de stat ORTM. Chiar și jurnaliștii L'Essor au susținut că există autocenzură în ceea ce privește relaționarea cu cei aflați la putere: „Din moment ce L'Essor este deținut de guvern, există limite în ceea ce privește ce putem scrie despre politică. Dar când vine vorba despre probleme sociale, avem o mare libertate, nu există tabuuri.”
L'Essor are, de asemenea, avantaje economice, prin faptul că ministerele guvernamentale și întreprinderile de stat folosesc paginile pentru reclame, pentru avize legale și pentru achiziționarea abonamentelor de ziare. Pe de altă parte, menține reporterii și distribuția în toată țara, sarcini prea scumpe pentru ziarele private. Toate agențiile de imprimare și difuzare a statului primesc subvenții guvernamentale, și în timp ce editorii privați sunt eligibili pentru subvenții mai mici, trebuie să fie apreciați că îndeplinesc anumite standarde financiare, de muncă, de evidență contabilă și de distribuție.
Începând cu 2008, directorul L'Essor este Souleymane Drabo, iar redactorul este Ousma Maïga.